# Крог, Кристиан
Кристиан Крог (норв. Christian Krohg, 13 августа 1852 — 16 октября 1925) — норвежский живописец и писатель, один из крупнейших норвежских представителей реализма.

## Биография
Крог был сыном видного юриста и сам изучал право. Одновременно он получил художественное образование в школе Юхана Фредрика Эккерсберга (1869—1870) и в Королевской школе рисунка (1870—1871). Затем Крог поехал в Германию и обучался в Карлсруэ и Берлине у Ханса Гуде и Карла Гуссова.
В 1879 году Крог приехал в датский город Скаген, где образовалась художественная колония скандинавских художников (в частности, Микаэль Анкер и Фриц Таулов). Позднее он неоднократно возвращался в Скаген. Два года спустя Крог перебрался во Францию, сначала в Париж, а затем в деревню Гре-сюр-Луэнь. В этот период большое влияние на Крога оказали Эдуар Мане (особенно его портреты) и Жюль Бастьен-Лепаж.
Другим важным источником вдохновения Крога были французские писатели-натуралисты, в частности Золя и Мопассан. В 1881 году он вернулся в Осло. Тогда же он начал преподавать в Государственной академии искусств и художественных ремёсел, где одним из его учеников стал молодой Эдвард Мунк.
В 1880-х годах Крог стал встречаться с художницей Одой Ларссон, в 1888 году они поженились, ещё за несколько лет до брака у них родилась дочь Нана (предположительно она получила имя в честь героини романа Золя).
В 1902—1909 годах Крог жил в Париже и преподавал в академии Коларосси. С 1907 года он был главой Союза норвежских художников, с 1909 года — профессором и директором Академии художеств в Осло.

## Творчество
Творчество Кристиана Крога относят к реализму, хотя в его ранних работах заметно влияние импрессионизма, а в поздних — экспрессионизма. Широкую известность получили его многочисленные жанровые работы, изображавшие скагенских моряков и рыбаков. Одной из визитных карточек художника стала картина «Борьба за существование», на которой изображена раздача бесплатного хлеба бедным.

## Литературная и журналистская деятельность
С 1890-х годов Крог писал для норвежской газеты «Verdens Gang». В 1886 году он выпустил роман «Альбертине», повествующей о натурщице, которая из-за нужды была вынуждена стать проституткой. Роман вызвал бурю возмущения в консервативной Норвегии, а сам автор подвергся судебному преследованию по обвинению в оскорблении публичной морали. Альбертине также стала героиней одной из самых известных картин Крога, «Альбертине в приёмной полицейского доктора», написанной в то же время. Публицистика и художественные произведения Крога были переизданы в начале 1920-х под общим названием «Борьба за существование».

## Галерея

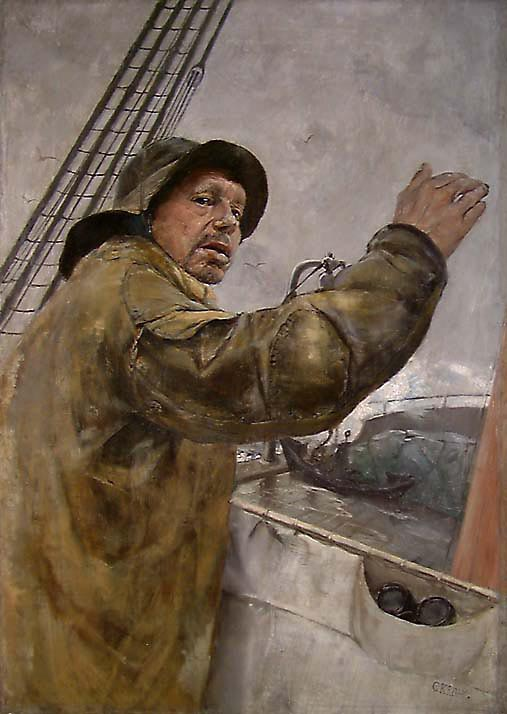
Немного на бакборт (1879). Национальный музей искусства, архитектуры и дизайна, Осло
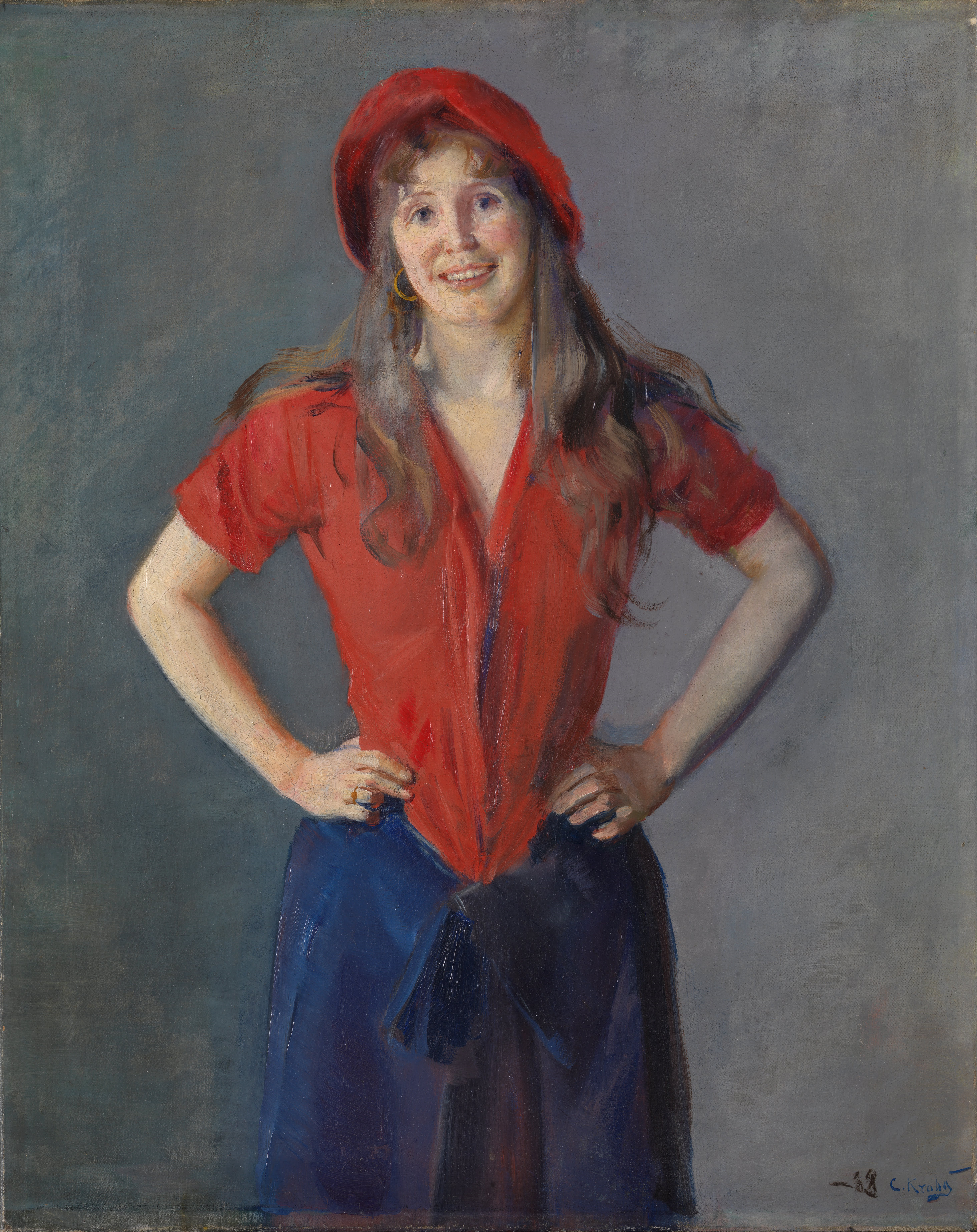
Портрет Оды Крог (1886). Национальный музей искусства, архитектуры и дизайна
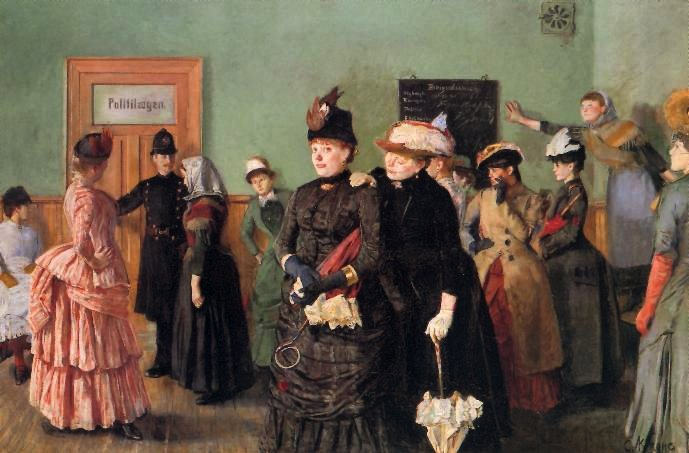
Альбертине в приёмной полицейского доктора (1887). Национальный музей искусства, архитектуры и дизайна
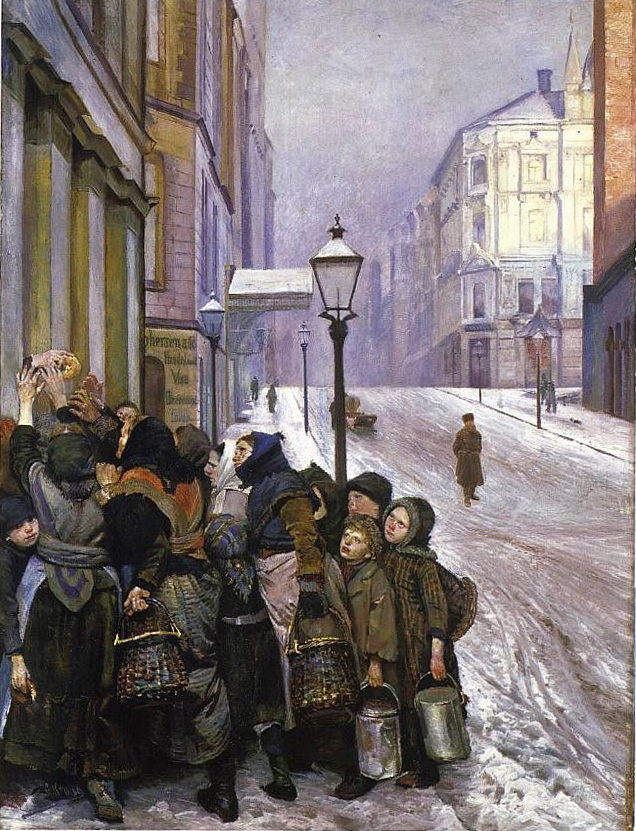
Борьба за существование (1889).